# Davidraena bacata
Davidraena bacata är en skalbaggsart som beskrevs av Perkins 1997. Davidraena bacata ingår i släktet Davidraena och familjen vattenbrynsbaggar. Inga underarter finns listade i Catalogue of Life.